# Rufus King (écrivain)
Pour les articles homonymes, voir Rufus King et King.
Œuvres principales
- Le Passager de l'Eastern Bay (1931)

Rufus King, né le 3 janvier 1893 à New York et mort en février 1966 à Hollywood, en Floride, est un écrivain américain de roman policier.

## Biographie
Après ses études à l'université Yale, il s'engage dans la cavalerie américaine à la frontière du Mexique. Pendant la Seconde Guerre mondiale, il combat dans l'artillerie en France. À son retour en Amérique, il travaille dans la marine marchande. Cette expérience navale explique pourquoi plusieurs de ses romans, avec ou sans héros récurrents, se situent sur des bateaux et dans les milieux portuaires ; comme Le Passager de l'Eastern Bay (Murder by Latitude, 1930), La Croisière du crime (Murder on the Yacht, 1933), La preuve est au fond (The Lesser Antilles Case, 1935), L'assassin est à bord (Design in Evil, 1942).
Après plusieurs voyages en Amérique du Sud, King s'installe à New York et fait son entrée littéraire en écrivant des nouvelles pour des magazines avant de se lancer dans une carrière de romancier.
Il crée pour ses récits deux détectives récurrents : Reginald de Puyster, dandy immensément riche qui a reçu la rondelette somme de 20 millions de dollars en héritage, est un détective amateur sophistiqué qui n'est pas sans rappeler le Philo Vance de S.S. Van Dine ; le Lieutenant Valcour, de loin le plus célèbre des deux, est un Canadien-français affable et très efficace, né d'un policier français, Henri-Jules de Valcour, émigré au Canada. Valcour, qui a fréquenté dans sa jeunesse l'Université McGill de Montréal, est à l'emploi de la police de New York. Il applique avec méthode les techniques d'enquête apprises de son père qui visent à jouer avec perspicacité sur les réactions psychologiques des suspects, tout en évitant de déroger au calme le plus serein et le plus imperturbable. Certaines de ses enquêtes se déroulent à la frontière du Québec.
Pendant la Seconde Guerre mondiale, Rufus King, qui s'est justement acheté une ferme près de la frontière canadienne, revient à la nouvelle pour le compte du Ellery Queen's Mystery Magazine. Dans ce type de récit, où Valcour n'apparaît jamais, mais que hante Reginald de Puyster, apparaissent deux nouveaux héros, tantôt le médecin Colin Starr, qui officie à Lamel Falls, petite ville du Nord des États-Unis, tantôt le shérif Stuff Driscoll, qui enquête à Halcyon, une banlieue californienne pour milliardaires.
Outre une activité de scénariste, Rufus King a également écrit pour Broadway, dans les années 1930, trois pièces à intrigue policière, dont un gros succès, Murder at the Vanities, une comédie musicale jouée en 1933 et portée à l'écran sous le même titre par Mitchell Leisen l'année suivante (titre français : Rythmes d'amour), avec Victor McLaglen dans le rôle du Lieutenant de police Bill Murdock. D'autres romans et nouvelles de King ont donné lieu à des adaptations cinématographiques, notamment Le Secret derrière la porte de Fritz Lang, tiré de Museum Piece No. 13 (1946).

## Œuvre

### Romans

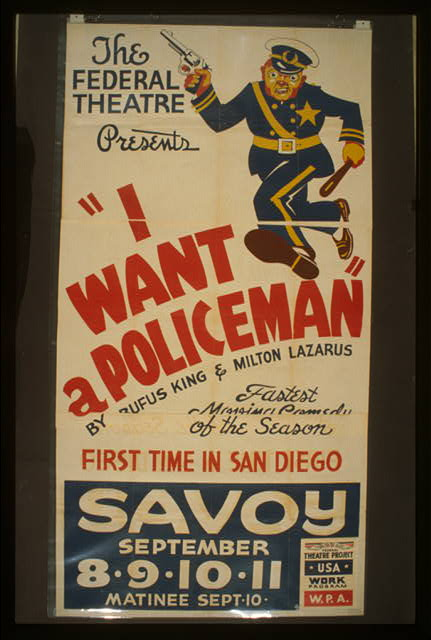
Affiche de la Work Projects Administration de la production du Savoy Theatre de la pièce I Want a Policeman de Rufus King.

#### SérieReginald de Puyster
- Mystery De Luxe (New York, Doran, 1927)
- The Fatal Kiss Mystery (New York, Doubleday, 1928)

#### SérieLieutenant Valcour
- Murder by the Clock (New York, Doubleday, 1929) Publié en français sous le titre Le Cadran de la mort, Paris, Nouvelle Revue Critique, coll. « L'Empreinte » no 3, 1932
- A Women is Dead (London, Chapman, 1929) Publié en français sous le titre Une femme a été tuée, Paris, Éditions Redier, coll. « Le Domino noir » no 7, 1932
- Murder by Latitude (New York, Doubleday, 1930) Publié en français sous le titre Le Passager de l'Eastern Bay, Paris, Éditions Redier, coll. « Le Domino noir » no 3, 1931 ; réédition, Paris, Opta, coll. « Littérature policière », 1975
- Murder in the Willett Family (New York, Doubleday, 1931) Publié en français sous le titre L'Affaire Willett, Paris, Éditions Redier, coll. « Le Domino noir » no 8, 1932 ; réédition sous le titre La Maudite Famille Willett, Paris, Librairie des Champs-Élysées, coll. « Le Masque » no 198, 1936
- Murder on the Yacht (New York, Doubleday, 1932) Publié en français sous le titre La Croisière du crime, Paris, Nouvelle Revue Critique, coll. « L'Empreinte » no 25, 1933
- Valcour meets Murder (New York, Doubleday, 1932) Publié en français sous le titre La Tragédie canadienne, Paris, Nouvelle Revue Critique, coll. « L'Empreinte » no 37, 1934 ; réédition, Paris, Éditions des Loisirs, coll. « Le Yard » no 61, 1951
- The Lesser Antilles Case (New York, Doubleday, 1934) Publié en français sous le titre La preuve est au fond, Paris, Librairie des Champs-Élysées, coll. « Le Masque » no 196, 1935 ; réédition; Paris, Librairie des Champs-Élysées, coll. « Club des Masques » no 69, 1968
- Profile of a Murder (New York, Harcout Brace, 1935)
- The Case of the Constant God (New York, Doubleday, 1938)
- Crime of Violence (New York, Doubleday, 1938)
- Murder Masks Miami (New York, Doubleday, 1939)

#### Autres romans
- Holiday Homicide (New York, Doubleday, 1941)
- Design in Evil (New York, Doubleday, 1942) Publié en français sous le titre L'assassin est à bord, Paris, Éditions des Loisirs, coll. « Le Yard » no 16, 1950
- A Variety of Weapons (New York, Doubleday, 1943) Publié en français sous le titre Meurtres à la carte, Paris, Éditions des Loisirs, coll. « Le Yard » no 25, 1950
- The Deadly Dove (New York, Doubleday, 1945) Publié en français sous le titre Le Pigeon assassin, Paris, Librairie des Champs-Élysées, coll. « Le Masque » no 399, 1951
- The Case of the Dowager's Etchings (New York, Doubleday, 1946) Publié en français sous le titre Ne touchez pas à la douairière, Paris, Éditions des Loisirs, coll. « Le Yard » no 65, 1951
- Museum Piece No. 13 (New York, Doubleday, 1946) ; réédition sous le titre Secret Beyond the Door (New York, Triangle, 1947)
- Lethal Lady (New York, Doubleday, 1947) Publié en français sous le titre La Femme qui a tué, Paris, Librairie des Champs-Élysées, coll. « Le Masque » no 375, 1950 [réimpression, 1991] ; réédition, Paris, Librairie des Champs-Élysées, coll. « Club des Masques » no 29, 1967
- The Case of the Redoubled-Cross (New York, Doubleday, 1949)
- Duenna to a Murder (New York, Doubleday, 1951)

### Recueils de nouvelles
- Diagnosis Murder (New York, Doubleday, 1942)
- Malice in Wonderland (New York, Doubleday, 1958)
- The Steps to Murder (New York, Doubleday, 1960)
- The Faces of Danger (New York, Doubleday, 1964)

### Nouvelles

#### Nouvelle isolée de la sérieReginald De Puyster
- Houdini Jake ou The Man Who Didn't Exist (1925)

#### Nouvelles de la sérieLieutenant Valcour
- Double Murder (1929)
- The Murder in the Storm (1929)
- Murder on the Ship (1930)

#### Nouvelles de la sérieDrColin Starr
- The Y-Shaped Scar (1939) Publié en français sous le titre La Cicatrice en Y, Paris, Opta, Mystère Magazine no 74, mars 1954
- Three Paths to Choose ou The Case of the Buttoned Collar (1940) Publié en français sous le titre Les Trois Sentiers, Paris, Opta, Mystère Magazine no 209, juin 1965
- The Case of the Muted Violin (1940) Publié en français sous le titre Le Violon muet, Paris, Fayard, Le Saint détective magazine no 101, juillet 1963
- The Case of the Sudden Shot ou The Tenth Case Out of Ten (1940) Publié en français sous le titre Le Dixième Cas, Paris, Opta, Mystère Magazine no 272, octobre 1970
- The Case of the Jet Black Sheep ou You Must Ride with the Wind ou Ride With the Wind (1941) Publié en français sous le titre Crimes en couleurs, Paris, Opta, L'Anthologie du Mystère no 1, 1961 ; réédition dans Tableaux rouges, Paris, Julliard, 1990
- The Case of the Metal Ring (1941)
- The Case of the Fragile Flower (1941) Publié en français sous le titre Une sainte de vitrail, Paris, Fayard, Le Saint détective magazine no 96, février 1963
- The Case of the Peculiar Precautions (1942) Publié en français sous le titre Précautions spéciales, Paris, Opta, Mystère Magazine no 66, juillet 1953
- The Case of the Pleasant Strangers (1942) Publié en français sous le titre Un mariage à l'aveuglette, Paris, Fayard, Le Saint détective magazine no 102, août 1963
- A Lonely, Lovely Lady (1942)

#### Nouvelles de la sérieChef Bill Duggan
- Let Her Kill Herself (1956)
- Malice in Wonderland (1957)
- Agree... or Die (1957) Publié en français sous le titre Céder ou mourir, Paris, Opta, L'Anthologie du Mystère no 9, septembre 1966

#### Nouvelles de la sérieShérif Stuff Driscoll
- The Patron Saint of the Impossible (1958) Publié en français sous le titre Le Saint Patron de l'impossible, Paris, Opta, Mystère Magazine no 161, juin 1961
- A Little Cloud... like a Man's Hand (1959) Publié en français sous le titre Suicide et petit four, Paris, Opta, Mystère Magazine no 176, septembre 1962
- The Seeds of Murder (1959) Publié en français sous le titre Germe de meurtre, Paris, Opta, Mystère Magazine no 151, août 1960
- The Faces of Danger (1960) Publié en français sous le titre Fondation ébranlée, Paris, Opta, Mystère Magazine no 202, novembre 1964
- Gift for the Bride (1962) Publié en français sous le titre Cadeau de mariage, Paris, Opta, Mystère Magazine no 185, juin 1963
- The Gods to Avenge... (1963) Publié en français sous le titre Les Dieux pour se venger, Paris, Opta, Mystère Magazine no 190, novembre 1963
- The Caesar Complex (1963) Publié en français sous le titre La Folie des grandeurs, Paris, Opta, Mystère Magazine no 196, mai 1964
- The Perfect Stanger (1964) Publié en français sous le titre Le Parfait Inconnu, Paris, Opta, Mystère Magazine no 226, novembre 1966
- Anatomy of a Murder (1966) Publié en français sous le titre Anatomie d'un crime, Paris, Opta, Mystère Magazine no 246, juillet 1968

#### Autres nouvelles
- Dirty Weather (1922)
- Tuned Out (1924)
- North Star (1925)
- Scrap of Paper (1925)
- The Weapon That Didn't Exist (1926) Publié en français sous le titre Pointe d'aiguille, Paris, Opta, Mystère Magazine no 58, novembre 1952
- Without a Clue (1928)
- Champagne (1931)
- The Secret Agent (1932)
- A Wreath from the Sky (1936) Publié en français sous le titre Une couronne à la mer, Paris, Fayard, Le Saint détective magazine no 15, mai 1956
- Eye Witness (1936)
- The Case of the Rich Recluse (1943)
- The Body by the Pool (1954) Publié en français sous le titre Le Cadavre dans la piscine, Paris, Opta, Mystère Magazine no 109, février 1957 ; réédition, Paris, Opta, L'Anthologie du Mystère no 5, 1964
- The Body in the Rockpit (1955) Publié en français sous le titre Pêche sous-marine, Paris, Fayard, Le Saint détective magazine no 19, septembre 1956 ; réédition de la même traduction sous le titre Le Corps de l'arène dans Histoires de crimes parfaits, Paris, Pocket no 3221, 1989
- Miami Please Papers Cover (1955) Publié en français sous le titre Un enlèvement mouvementé, Paris, Opta, Mystère Magazine no 130, novembre 1958
- To Remember You By (1957) Publié en français sous le titre En guise de souvenir, Paris, Opta, Mystère Magazine no 133, février 1959
- Murder on Her Mind (1957)
- Each Drop Guarantee (1958) Publié en français sous le titre Un café du tonnerre, Paris, Opta, Mystère Magazine no 137, juin 1959
- Damon and Pythias and Delilah Brown (1958) Publié en français sous le titre Damon, Pythias et Delilah Brown, Paris, Opta, Hitchcock Magazine no 56, décembre 1965
- Happy Ending (1958) Publié en français sous le titre Le Dernier Verre, Paris, Opta, Mystère Magazine no 140, septembre 1959
- The Tigress of the Chateau Plage (1959)
- A Borderline Case (1959) Publié en français sous le titre Un cas limite, Paris, Opta, Mystère Magazine no 175, août 1962
- The Bluebird Persuaders (1960) Publié en français sous le titre Le Coup de l'oiseau bleu, Paris, Opta, Mystère Magazine no 183, avril 1963
- The Tenth Case Out of Ten (1969) Publié en français sous le titre Le Dixième Cas, Paris, Opta, Mystère Magazine no 272, octobre 1970

### Théâtre
- Murder at the Vanities (1933), en collaboration avec Earl Carroll, musique de Richard Meyers, lyrics d'Edward Heyman, musique additionnelle de Victor Young et Johnny Green, avec Robert Cummings et Bela Lugosi
- Invitation to a Murder (1934)
- I Want a Policeman (Dramatists Play Service, 1937), en collaboration avec Milton Lazarus (en)

## Filmographie

### En tant que scénariste
- 1935 : A Notorious Gentleman, film américain réalisé par Edward Laemmle, adaptation d'une nouvelle éponyme de  Florence Ryerson par Rufus King et plusieurs collaborateurs
- 1936 : Love Letters of a Star, film américain réalisé par Milton Carruth et Lewis R. Foster

### Adaptations de ses œuvres
- 1923 : The Silent Command, film muet américain réalisé par J. Gordon Edwards
- 1925 : North Star, film muet américain réalisé par Paul Powell, adaptation d'une nouvelle éponyme parue en 1925
- 1931 : Murder by the Clock (en), film américain réalisé par Edward Sloman, adaptation de la pièce Dangerously Yours de Charles Beahan, elle-même tirée du roman Murder by the Clock de Rufus King
- 1934 : Rythmes d'amour (Murder at the Vanities), film américain réalisé par Mitchell Leisen, adaptation de la pièce éponyme de Earl Carroll et Rufus King
- 1942 : The Hidden Hand, film américain réalisé par Benjamin Stoloff, avec Craig Stevens, Elisabeth Fraser et Julie Bishop, adaptation de la pièce Invitation to a Murder
- 1946 : White Tie and Tails, film américain réalisé par Charles Barton, adaptation du roman The Victoria Docks at Eight
- 1947 : Le Secret derrière la porte (Secret Beyond the Door), film américain réalisé par Fritz Lang, avec Joan Bennett, Michael Redgrave et Anne Revere, adaptation du roman Museum Piece No. 13

## Sources
- Jacques Baudou et Jean-Jacques Schleret, Le Vrai Visage du Masque, vol. 1, Paris, Futuropolis, 1984, 476 p. (OCLC 311506692), p. 265-267.
- Anne Martinetti, "Le Masque" : histoire d'une collection, Amiens, Encrage, coll. « Références » (no 3), 1997, 143 p. (ISBN 978-2-906389-82-3).
- Claude Mesplède (dir.), Dictionnaire des littératures policières, vol. 2 : J - Z, Nantes, Joseph K, coll. « Temps noir », 2007, 1086 p. (ISBN 978-2-910686-45-1, OCLC 315873361), p. 99-100 et 927.